# Nachal Gozlan
Nachal Gozlan (hebrejsky: נחל גוזלן) je vádí v severním Izraeli, ve vysočině Ramat Menaše.
Začíná v nadmořské výšce přes 200 metrů nad mořem, na jižním okraji vysočiny Ramat Menaše, jižně od vesnice Mu'avija (od roku 1995 začleněné do města Basma), nedaleko od okraje regionu vádí Ara. Odtud vádí směřuje k západu zčásti zalesněnou kopcovitou krajinou, přičemž zvolna klesá. Na severovýchodním okraji města Kafr Kara pak zleva ústí do vádí Nachal Mišmarot, severně od vesnice Mišmarot. U pahorku Tel Duda'im, jižně od města Binjamina, pak vádí ústí Nachal Barkan.